# Bohinjska Češnjica
Bohinjska Češnjica je gručasto naselje v Občini Bohinj. Nahaja se na prisojnem vznožju Pokljuke, v ledeniško  preoblikovani Zgornji Bohinjski dolini.
Pomembna dejavnost je kmetijstvo, predvsem živinoreja povezana s planinskim pašništvom, ter sirarstvo. Na Pokljuki in v višjem gorskem zaledju Bohinja je več planin, ki jih še vedno uporabljajo. V naselju je Jozova kajža, zanimiv primer ljudskega stavbarstva. Bohinjska Češnjica je poznana tudi po lesenih kozolcih za spravljanje sena.